# Celetná

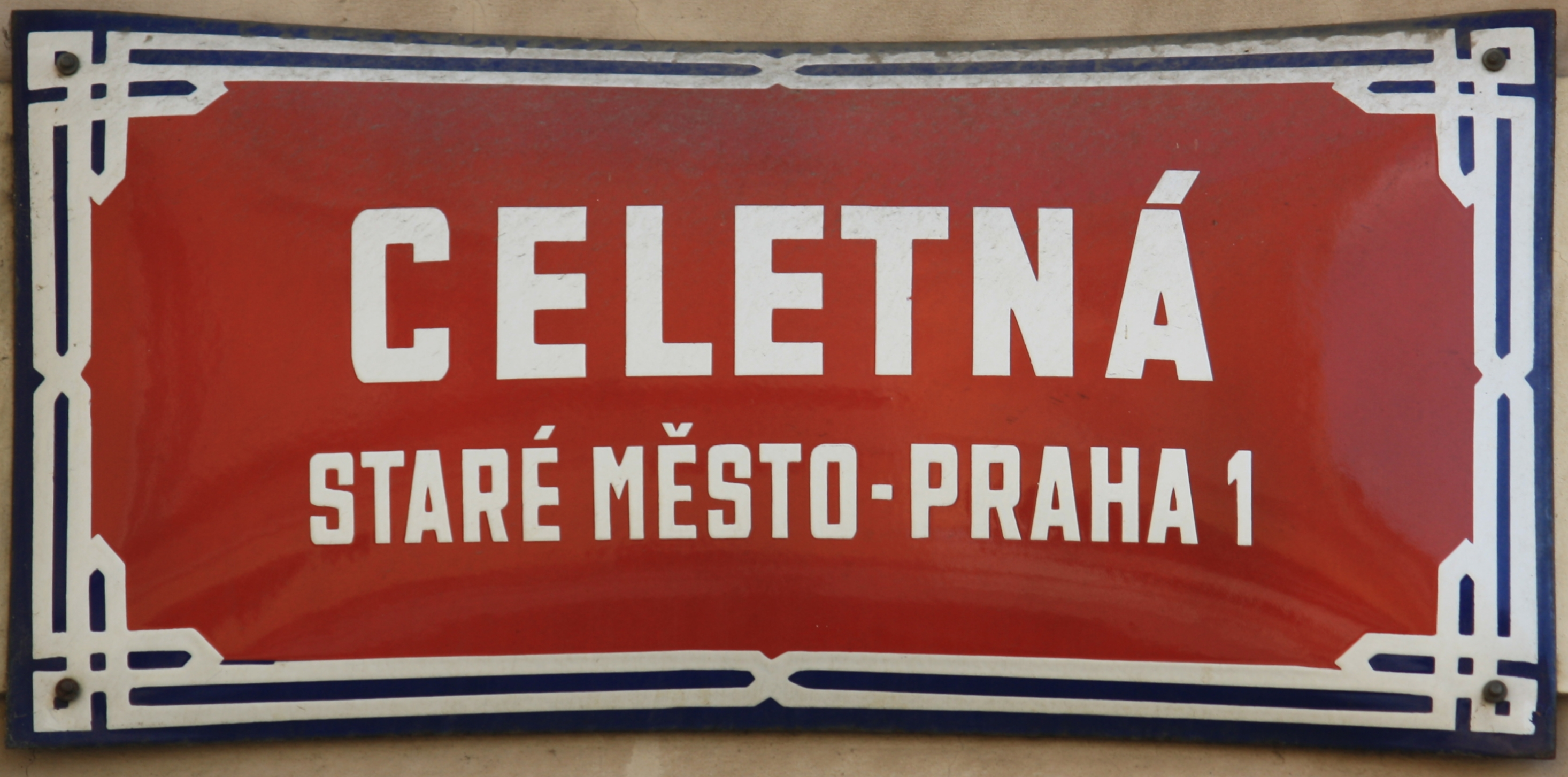
Pražská uliční cedule

Celetná (dříve Caletná, německy Zeltner Gasse nebo Zeltnergasse) je městská ulice v Praze, která vede Starým Městem pražským v městské části Praha 1 od někdejšího starého Králova dvora (dnes v těchto místech stojí Obecní dům) z dnešního náměstí Republiky od Prašné brány na Staroměstské náměstí. Jedná se o první část Královské cesty, která vede odtud až na Pražský hrad.
Ulice má přibližně délku 400 metrů a v letech 1883–1959 v ní, mimo jiné, také jezdily tramvaje; dnes má většina ulice status pěší zóny.
Název ulice pochází od caltnéřů či caletníků, což byli pekaři, kteří kdysi pekli pletené housky, kterým se říkávalo calta.

## Významné památky

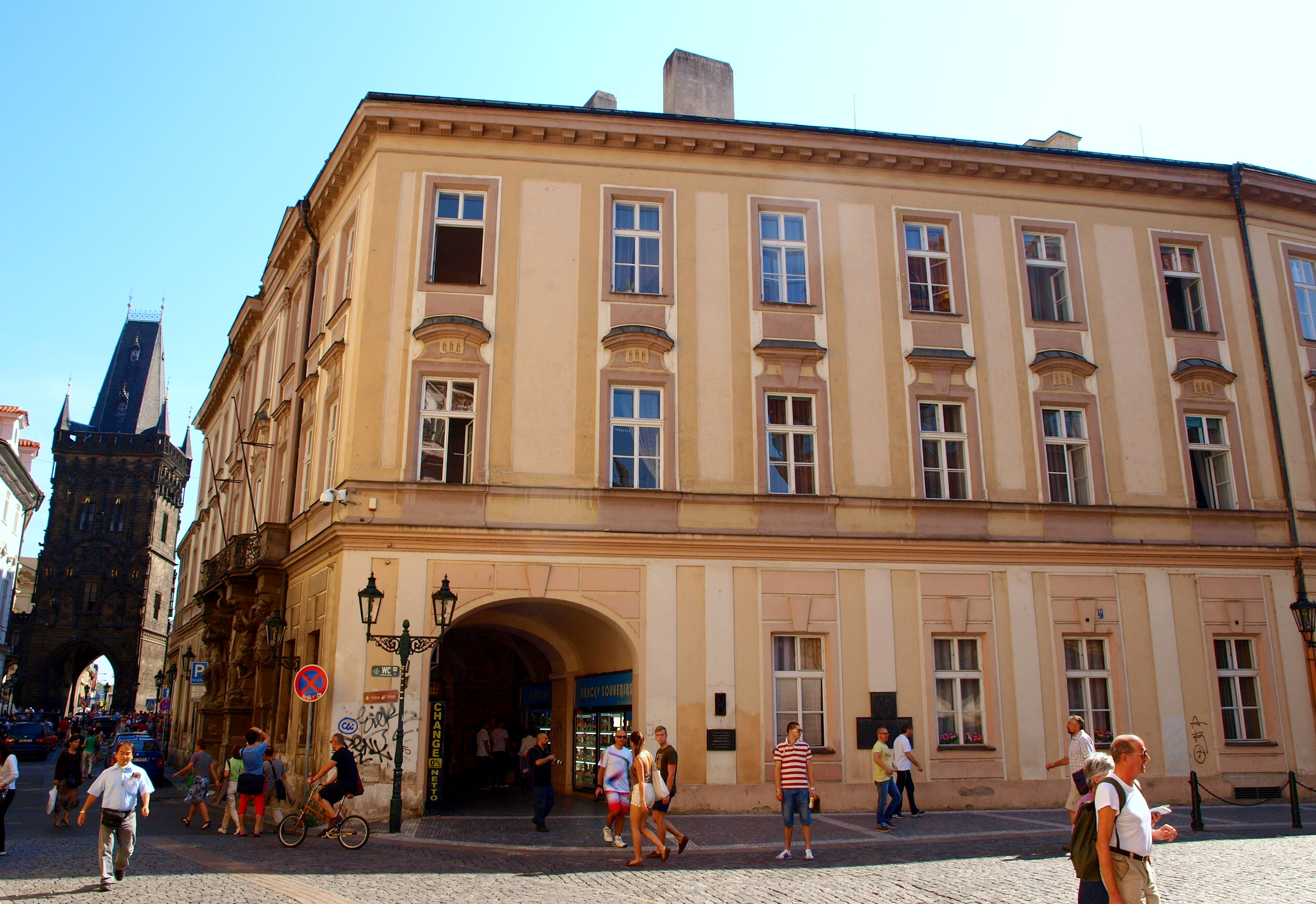
Celetná ulice (palác Pachtů z Rájova – Nová mincovna)

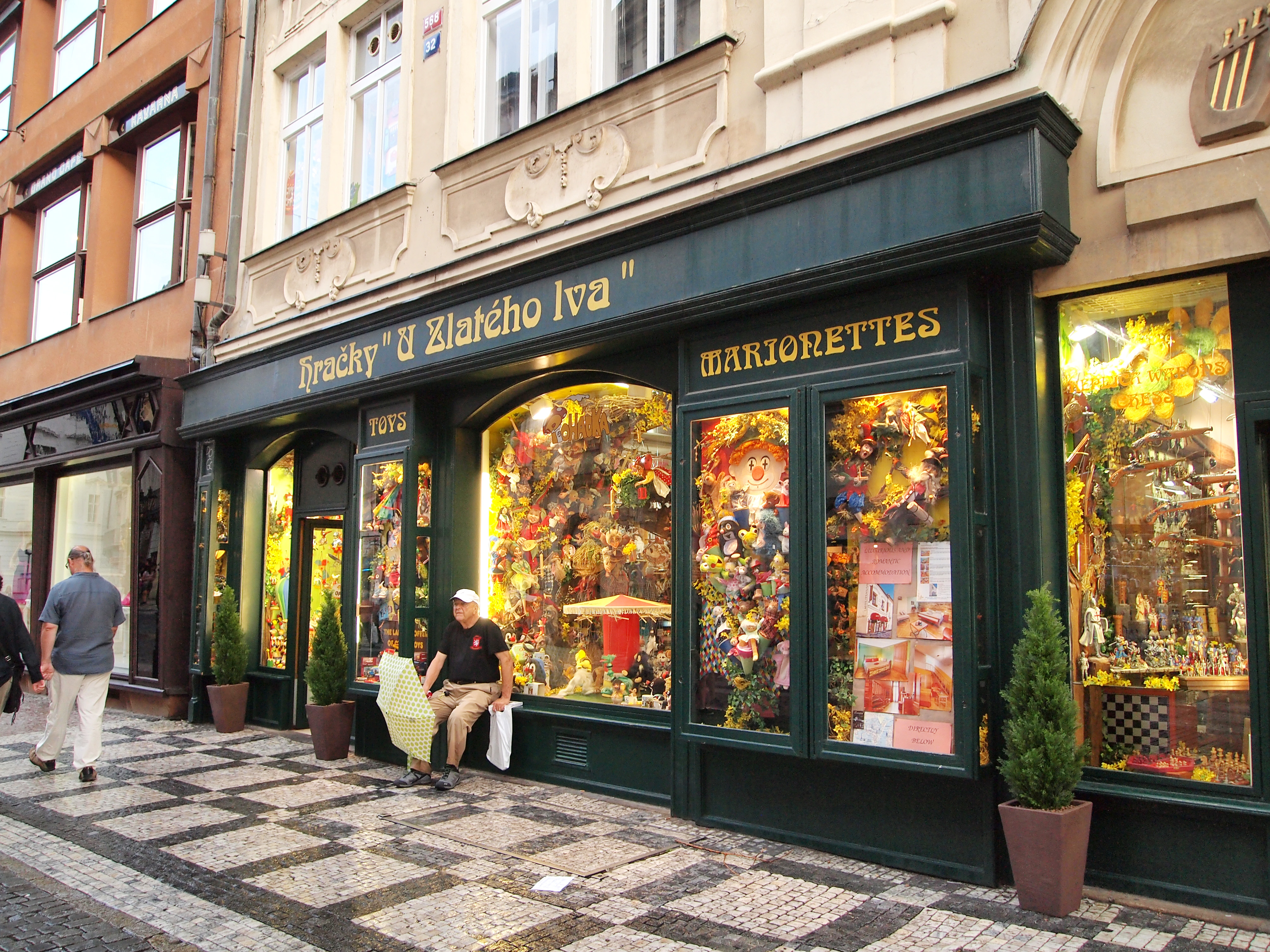
Výloha v domě v Celetné ulici

- Dům U Bílého jednorožce (čp. 603/1, nárožní, též Staroměstské nám. 15) – na základech dvou románských domů, s dochovaným i sklepy, klasicistní přestavby kolem 1770, narodila se zde pěvkyně Josefína Dušková (1754–1824), rozená Hambacherová, manželka hudebního skladatele Františka Xavera Duška a hostitelka Wolfganga Amadea Mozarta na Bertramce.[3]
- Sixtův dům (čp. 553/2) – Původně pozdně románský dům z počátku 13. století, jehož místnosti s valenými a křížovými klenbami se dochovaly v dnešním suterénu. V pravém dvorním křídle je zachován raně gotický věžový objekt. Dům na počátku 15. století patřil Jindřichu Leflovi z Lažan, ochránci Mistra Jana Husa. V roce 1523 byl pozdně goticky přestavěn. Od roku 1567 patřil významnému měšťanskému politikovi Janu Theodorovi Sixtovi z Ottersdorfu (1500–1583), který se jako staroměstský kancléř výrazně podílel na nezdařeném prvním protihabsburském stavovském povstání v letech 1546–1547. Tyto události zpracoval Sixt v podrobném kronikářském spisu. Dnešní barokní podoba domu je z roku 1737. Z té doby jsou také plastiky imperátorů na atice z dílny Antonína Brauna (1709–1742), z nich socha císaře Karla VI. přenesena v roce 1919 do Lapidária Národního muzea. V letech 1888–1889 zde žil s rodiči spisovatel Franz Kafka (1883–1924).
- Dům U Tří králů (čp. 602/3) – Dům je v celé výšce gotický z konce 14. století. V přízemní místnosti (mázhausu) vpravo při ulici jsou zachovány křížové klenby. Na obou bočních stranách domu jsou původní gotické štíty (levý je cihlový, pravý kamenný). Zachován je rovněž gotický krov ze smrkového dřeva. Zde žil v letech 1896–1907 spisovatel Franz Kafka.[4]
- Týnská fara (čp. 601/5) – původně zde ve 12. století stával špitál pro cizí kupce, zanikl patrně v 2. polovině 13. století. Od roku 1365 je zde fara kostela Panny Marie před Týnem. Z gotické budovy se zachovalo zdivo v celé výšce domu a západní štít. V letech 1424–1471 zde působil Jan Rokycana, volený husitský arcibiskup. V 15. a 16. století byla fara sídle konzistoře podobojí. Dnešní podoba domu je z 18. století. Kolem se až do roku 1820 rozkládal hřbitov.
- Dům U Bílého lva (čp. 555/6) – původně románský dům (zbytky zdiva v suterénu), goticky přestavěný. Dnešní podoba je z poloviny 19. století.
- Dům U Černého slunce (čp. 556/8) – původně gotický, v baroku přestavěný dům. Domovní znamení je z poloviny 18. století.
- Dům U Bílého páva (čp. 557/10) – původně gotický dům, přestavěný v baroku. Při květnové revoluci roku 1945 vyhořel, novostavba je z roku 1949.[5] Na průčelí je domovní znamení (páv).
- Palác Hrzánů z Harasova (čp. 558/12, Kamzíková 8); také Hrzánský palác – původně románský dům se zachovanou románskou místností, křížově zaklenutou, ve východním sklepě pod hlavní budovou. V severní uliční stěně je zachováno ostění románského okna. Dnešní vrcholně barokní palác byl postaven pro Zikmunda Valentina Hrzána z Harasova v letech 1702–1704 podle návrhu Giovanniho Battisty Alliprandiho.[6] Plastickou výzdobu průčelí (busty, maskarony) vytvořila dílna Ferdinanda Maxmiliána Brokoffa. Portál s figurální výzdobou je od neznámého sochaře. Zábradlí balkónu je z konce 18. století. Palác byl stavebně upraven v roce 1925. V domě měli v letech 1906–1912 velkoobchod s galanterním a střižním zbožím rodiče Franze Kafky, což připomíná pamětní deska.
- Caretto-Millesimovský palác (čp. 597/13) – původně rozlehlý románský dům, jehož zdivo z 2. poloviny 12. století je zachováno v suterénu západního dvorního křídla (několik klenutých místností, portál s reliéfem). Z gotické stavební etapy se zachovala čtyři křídla kolem vnitřního dvora. Přední křídlo čelem do Celetné má dosud dva postranní gotické cihlové štíty. V místnosti 1. patra zadní části paláce byla odkryta dvě pravoúhlá, dvojdílná gotická okna s kružbami a sedadlem ze 3. čtvrtiny 14. století. Dnešní palác s použitím zdiva gotického domu založil roku 1750 Kryštof z Cavriani a dostavěl roku 1756 Jan z Caretto-Millesima; kopie jeho erbu je v supraportě portálu, originál v Lapidáriu Národního muzea). Autorem projektu stavby byl Anselmo Lurago. Dnes Univerzita Karlova.
- Dům Bubnovský, V Boudě (čp. 559/14) – gotický, v renesanci rozšířený a poškozený přestavbou J. Fragnera z roku 1956.[7]
- Bývalý OD Baťa (čp. 596/15), funkcionalistická třípatrová budova se železobetonovým skeletem od Josefa Gočára, postavená v letech 1933–1934, zkolaudovaná roku 1937.[8]
- Dům Stockhaus (čp. 560/16) – původně gotický dům ze 3. čtvrti 14. století s dochovaným zaklenutým gotickým průjezdem a s klenutými místnostmi v předním i zadním traktu. Dům patří od roku 1760 pražské univerzitě a byl kolem roku 1780 klasicistně přestavěn. Z této doby pochází portál.
- Menhartovský palác (čp. 595/17) – barokní dům na místě několika objektů středověkých, průchodní se vstupem též ze Štupartské 12; sídlil zde mj. Kryštof Harant z Polžic a Bezdružic a po něm Adam z Valdštejna; klasicistní úpravy František Heger;[9] v budově nyní sídlí Divadlo v Celetné a Institut umění – Divadelní ústav.
- Dům U Bílého noha (čp. 561/18) – původně gotický dům, přestavěný barokně.
- Buquoyský palác (čp. 562/20) – původně gotický dům, renesančně přestavěný. Od roku 1627 patřil vdově po Karlu Buquoyovi, generálu císařských vojsk v bitvě na Bílé hoře. V roce 1762 zakoupila palác Karlo-Ferdinandova univerzita a dala jej roku 1773 (letopočet na portálu) přestavět podle projektu Antonína Prachnera. V letech 1965–1970 budovu adaptoval Jaroslav Fragner pro potřeby univerzity.
- domy č.o. 14, 16, 18, 20 jsou propojeny s Karolinem, sídlem Karlovy univerzity.
- Dům U červeného orla (čp. 593/21) – středověké základy, klasicistní přestavba Jan Ripota, sídlo rodiny Carmine, z níž pocházel rytec-vedutista Prahy.
- Dům U Schönpfloků (čp. 592/23) – barokní dům na průčelí sochu Madony z díly Matyáše Bernarda Brauna z doby kolem 1730.
- Dům U Čtyř sloupů (čp. 590/25) – barokní budova částečně přestavěná počátkem 20. století. V domě v roce 1848 zemřel významný filozof a matematik Bernard Bolzano (1781–1848). To připomíná pamětní deska.
- Elznicovský dům (čp. 565/I, č. 26), raně gotický dům s křížovými klenbami v přízemí do vrcholně barokní podoby přestavěl František Maxmilián Kaňka.
- Dům U Zlatého anděla (čp. 588/29) – klasicistní budova z počátku 19. století. V 19. století zde byl přední pražský hotel. Za svého pražského pobytu v roce 1848 zde bydlel ruský revolucionář a anarchista Michail Bakunin (1814–1876). V roce 1848 zde bylo sídlo revolučního štábu. Na štítu se dochovalo domovní znamení – socha zlatého anděla.
- Dům U České orlice (čp. 567/30) – novorenesanční obchodní a obytný dům byl postaven pro lékaře Čeňka Kliku v letech 1896–1897 podle projektu Bedřicha Ohmanna, stavitel Quido Bělský.
- Pachtovský palác (čp. 585/31) – nárožní stavba vznikla na místě čtyř středověkých domů po požáru roku 1689. V roce 1737 získal objekt baron Josef Langer a do roku 1740 jej dal přestavět na barokní palác podle projektu Kiliána Ignáce Dientzenhofera. Na fasádě v medailonech nad okny 1. patra pozoruhodná štuková poprsí Marie Terezie a Františka I. Štěpána Lotrinského. V letech 1801–1822 patřil Pachtům z Rájova.
- Dům U Černé Matky Boží (čp. 569/34) – architektonicky unikátní kubistický dům od architekta Josefa Gočára z let 1911–1912. Tvoří nároží Celetné a Ovocného trhu. Původní plány počítaly s výstavbou velkého obchodního domu, ten však neladil s okolní zástavbou. Proto dům získal výrazné kubistické prvky. Lomené ostré tvary a úhly jsou dokonce na oknech, zábradlí balkonu a střešních arkýřích. Domovní znamení černá Madona za mříží na rohu budovy pochází z původního raně barokního domu rytířů Granovských ze 17. století. Kavárna Grand Café Orient s kubistickým interiérem v 1. patře byla znovuotevřena v roce 2005. Během rozsáhlé rekonstrukce v letech 1992–1994 vedené architektem Karlem Pragerem přibyla mimo jiné prosklená střecha. Po znovuotevření veřejnosti zde sídlilo s malou přestávkou do roku 2012 Muzeum českého kubismu. V domě se nachází i prodejní galerie Kubista. V roce 2010 byl dům zařazen na seznam národních kulturních památek.
- Pachtovský palác (čp. 587/36) – zvaný "Nová mincovna". V těchto místech stával od konce 14. století dvůr české královny, související s blízkým Královým dvorem. V roce 1420 za husitské revoluce získala budovy staroměstská obec a zřídila zde mincovnu, která však později zanikla. V 16. století byla mincovna obnovena a fungovala až do roku 1783. Dnešní dům dal roku 1755 postavit mincmistr František Josef Pachta z Rájova (v úřadu 1755–1774) podle projektu Jana Josefa Wircha (1732–1787). Z té doby pochází portál s balkónem, neseným figurami horníků jako symbolickým vyjádřením funkce stavby, od Ignáce Františka Platzera (1717–1787). Mincovna se v roce 1784 změnila ve vojenské velitelství. Přestavěl ji Filip Heger (asi 1734–1804). V revolučním roce 1848 došlo před domem k prvním srážkám pražského lidu s vojenskými oddíly generála Alfréda Windischgrätze, zemského vojenského velitele. Nešťastnou náhodou zde zbloudilá kulka zabila generálovu manželku Eleonoru rozenou Schwarzenbergovou, pohybující se v blízkosti okna. Od roku 1850 je dům sídlem soudních úřadů. Pro tento účel byl objekt rozšířen o novou přilehlou budovu orientovanou do Ovocného trhu (č. 14). Byla postavena v letech 1857–1858 v novobarokním slohu podle projektu Josefa Maličkého. Stojí na místě gotických domů někdejších univerzitních kolejí, koleje národa českého založené roku 1403 a koleje litevské (jeruzalémské) založené v roce 1397 polskou královnou Hedvikou. Na domě je pamětní deska.
- Palác Broadway (čp. 988/38) – funkcionalistická budova z let 1936–1938, projekt architektů Bohumíra Kozáka a Antonína Černého, od roku 1994 kulturní památka.
- Prašná brána – pozdně gotická věž.

## Významné instituce
- Divadlo v Celetné (Menhartovský palác, číslo 17)
- Institut umění – Divadelní ústav (tamtéž)